# Экс-ан-Прованс
Экс-ан-Прова́нс (фр. Aix-en-Provence МФА: [ɛk.sɑ̃.pʀɔ.ˈvɑ̃s]о файле, окс. Ais de Provença) — город и коммуна на юго-востоке Франции в регионе Прованс — Альпы — Лазурный Берег, департамент Буш-дю-Рон, округ Экс-ан-Прованс, кантон Экс-ан-Прованс.
Экс-ан-Прованс является частью культурного и исторического наследия Франции.

## Географическое положение
Экс-ан-Прованс расположен к западу от горы Сент-Виктуар, к северу от Марселя, с которым образует агломерацию.

### Климат
Средиземноморский климат: жаркое лето, прохладная и солнечная зима, тёплое межсезонье. Температура зимой иногда опускается ниже нуля (−8,5 °C и −12 °C в Ле-Миль в феврале 2005), а летом бывает крайне высокой (более 40 °C). Это связано с тем, что город расположен в низине, где скапливается тёплый воздух.

## Административное деление
Экс-ан-Прованс делится на три кантона:

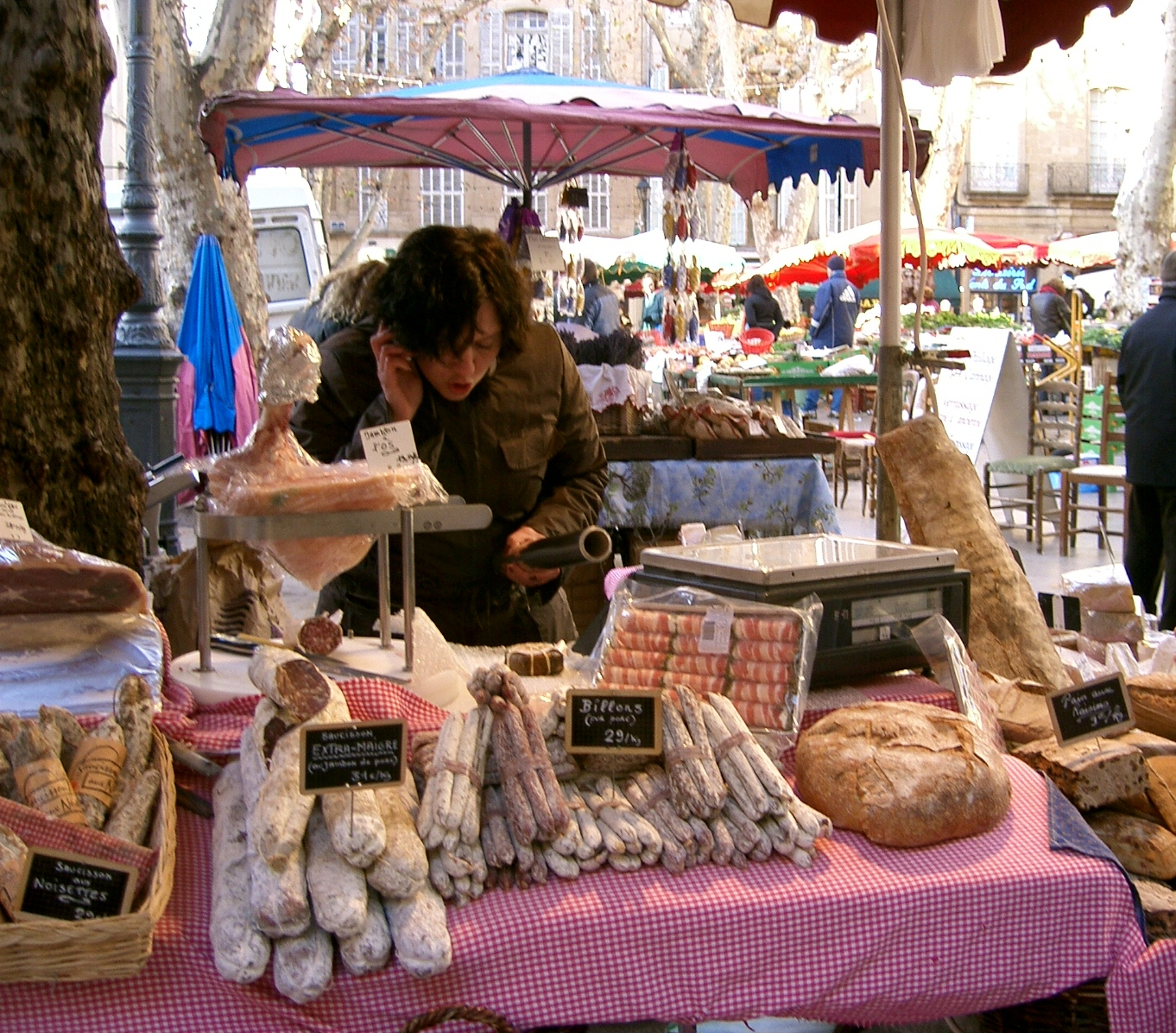
Традиционный провансальский рынок

- Экс-ан-Прованс-Центр
- Экс-ан-Прованс-Северо-Восток
- Экс-ан-Прованс-Юго-Запад

## Экономика
- Электроника
- Провансальские рынки
- Ремесленные мастерские
- Туризм

## История

### Античность
В IV веке до н. э. Нижний Прованс был оккупирован кельто-лигурийскими племенами. Их столица, Антремон, находилась к северу от современного Экс-ан-Прованса. В 123 году до н. э., в ответ на призыв греков из колонии Массилия (современный Марсель), римский консул Гай Секстий Кальвин разбил лигурийцев и разрушил их столицу. На её месте он возвёл укреплённый лагерь — Аквы Секстиевы — для защиты торгового пути между Римом и Массилией.
Летом 102 года до н. э. римский полководец Гай Марий с армией в 30—40 тысяч воинов разгромил у Акв Секстиевых численно превосходившее войско тевтонов.

### Средние века
В IV веке Экс становится столицей римской провинции Нарбон. В 477 году город был захвачен визиготами. В следующем веке Экс неоднократно захватывался франками и ломбардами. В 731 году город заняли сарацины.
Экс-ан-Прованс достигает своего расцвета лишь в XII веке, во времена правления графов Прованса (дома Анжуйский и Барселонский), которые содержали в городе пышный двор. В XV веке герцог Анжуйский, граф Прованса, номинальный король Сицилии, король Рене превратил Экс в важный культурный и университетский центр, устраивал народные праздники, как шествие Тараска в Тарасконе, которые продолжались несколько дней и привлекали сотни трубадуров. Он стоял у истоков импорта муската. Женился на Изабелле Лотарингской, затем на Жанне де Лаваль, и в 1480 году умер в возрасте 72 лет.
Жан де Жуанвиль упоминает Экс-ан-Прованс в своих «Хрониках» в связи с посещением города Святым Людовиком.

### Новая история
В 1486 году, после присоединения Прованса к Франции, Экс становится местом пребывания королевского наместника. В 1501 году Людовик XII учредил парламент Прованса, который просуществовал вплоть до Французской Революции. Этот парламент был настолько непопулярен, что появилась поговорка: «Парламент, мистраль и Дюранс — вот три беды Прованса».
В Эксе несколько раз останавливался Людовик XIV; именно в Эксе Король-Солнце подписал мир с принцем Конде.
Экс, кроме того, является родным городом знаменитого депутата от третьего сословия Оноре Габриеля Рикети де Мирабо.
В 1720—1722 годах Экс был опустошён эпидемией чумы.

### Современность

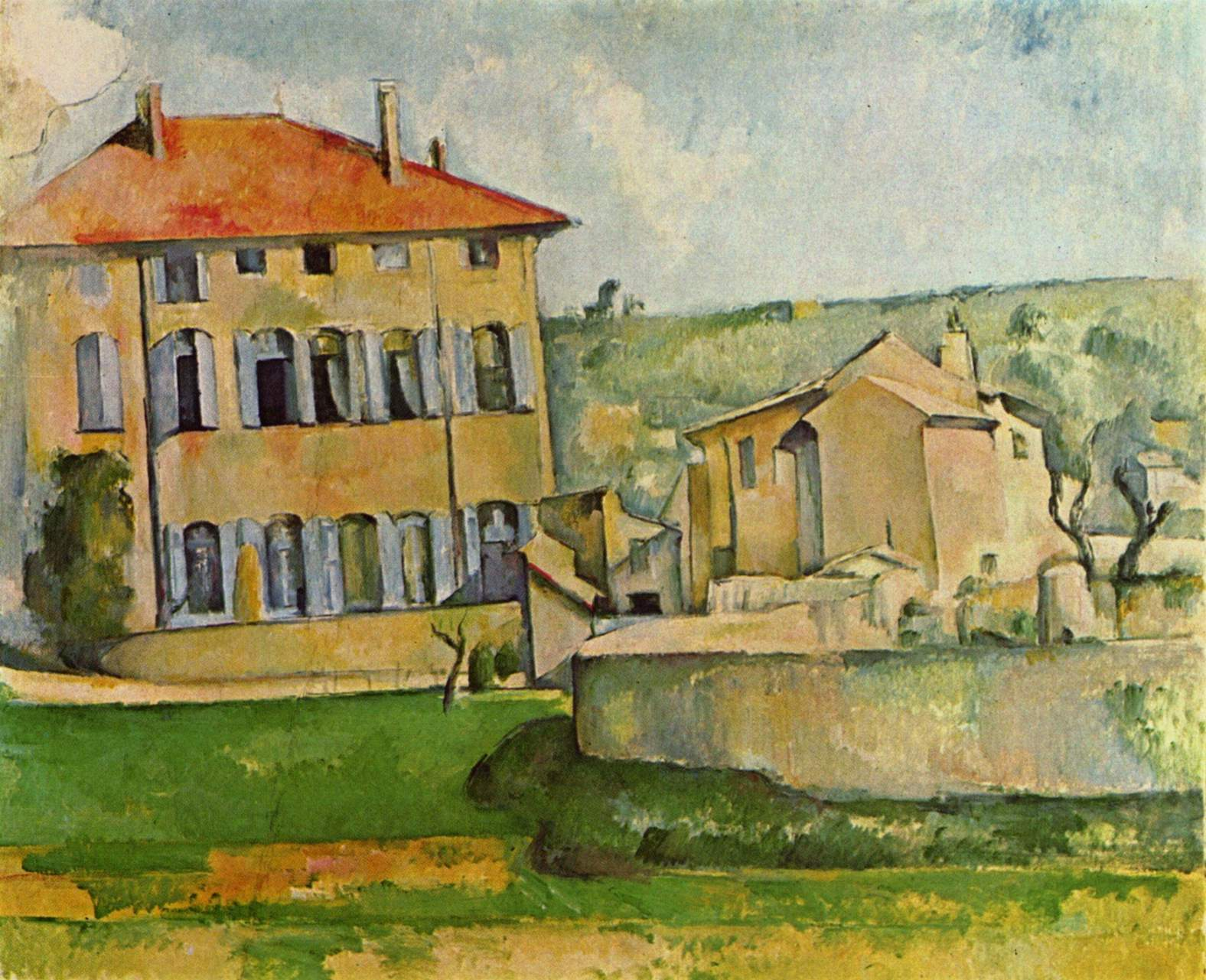
Одна из многочисленных картин Поля Сезанна

В Экс-ан-Провансе родился и провёл бо́льшую часть своей жизни Поль Сезанн (1839—1906). В коллеже Бурбон родилась дружба между Сезанном и Эмилем Золя.
11 июня 1909 года землетрясение силой в 6,2 магнитуды по шкале Рихтера унесло жизни 46 человек и вызвало многочисленные разрушения.
Сегодня Экс-ан-Прованс является городом, в котором сосуществуют историческое прошлое и технологическое будущее. Особенно ярко это прослеживается в связи с проектом ИТЭР (проект Международного экспериментального термоядерного реактора) в Кадараше, вокзалом TGV в Эксе, технополисами в Арбуа и Руссе.

## Достопримечательности
- Собор Святого Спасителя — кафедральный собор архиепархии Экс-ан-Прованса. Строительство начато в XII веке и продолжалось вплоть до начала XVI века. Собор составляет единый комплекс со зданиями каноников и внутренним клуатром. В интерьере собора выделяется триптих «Неопалимая купина» (XV век, автор — Николя Фроман).
- Бульвар Мирабо (фр. Cours Mirabeau): проложен в XVIII веке на месте крепостной стены. На одном его конце находится величественный фонтан Ротонда (фр. La Rotonde), на другом — творение знаменитого французского скульптора Давида д’Анжера (XIX век): король Рене с гроздью винограда в руке. Бульвар Мирабо является центральной улицей города.
- Музей гобеленов (фр. Musée des Tapisseries): коллекция старого архиепископства. Здесь находятся гобелены, созданные в Бове в XVII и XVIII веках.
- Церковь Сен-Жан-де-Мальт (фр. Saint-Jean-de-Malte): первая готическая церковь в Провансе. Принадлежала ордену госпитальеров. В наши дни Сен-Жан-де-Мальт является действующей приходской церковью, в которой проводятся службы. Церковь примечательна особенным оттенком камня, сдержанностью стиля, обилием света внутри, современным органом и многочисленными полотнами, среди которых особенно выделяется Распятие Делакруа, привлекающее в церковь многочисленных посетителей. Внутри можно увидеть несколько витражей. Витраж абсида, датируемый 1854 годом, изображает сцену Крещения Иисуса Христа. Колокольня церкви возвышается на 67 м над землёй. Это самая высокая точка города.
- Музей Гране (фр. Musée Granet): дом настоятеля, построенный в 1671 году, превращённый в музей в 1838 году. Франсуа Гране передал музею большую коллекцию полотен, после чего, в 1949 году, музей получил его имя.
- Фонтан на Площади д’Альберта (фр. Fontaine de la Place d’Albertas): одно из самых туристически привлекательных мест города, которое почти не имеет собственной истории. Его металлические украшения, отлитые учениками Школы ремёсел, датируются лишь 1912 годом. В действительности, ценность круглому фонтану придаёт привлекательный архитектурный ансамбль самой площади. Она была построена в шестилетний срок (1735—1741) по указанию Жана-Батиста д’Альберта, на улице Эспариа (фр. rue Espariat), напротив особняка, в котором он жил. Площадь с трёх сторон окружена небольшими особняками, иллюстрирующими намерение вельможи освободить пространство перед входом в свой собственный особняк и привести к некоему единству ансамбль. Красоту этому месту придаёт удивительная гармония линий: горизонтальные линии стен с просечками ложных швов на первом этаже и линии лепного орнамента на верхних этажах, вертикальные линии пилястров, окаймляющих второй и третий этажи. Ж.-Б. д’Альберт, председатель Счётной палаты, был убит в 1790 году Анисе Мартелем, приговорённым затем к колесованию и казнённым на дворцовой площади. Его скелет был помещён в один из залов масонской ложи.
- Ателье Сезанна: по адресу 9 Avenue Paul Cesanne можно найти мастерскую художника. В этом месте он создал немало своих известных работ[4].

## Культура
Важное событие культурной жизни Экс-ан-Прованса — международный оперный фестиваль (проводится ежегодно с 1948).

## Кухня
Провансальская и средиземноморская кухня, характеризуется широким использованием свежих продуктов: рыбы, овощей, фруктов.
- Суп с базиликом
- Тушёное мясо по-провансальски
- Айоли (чесночный соус)
- Калиссоны
- Пастис (анисовый ликёр)

Экс-ан-Прованс особенно славится своими калиссонами — кондитерскими изделиями на основе миндального теста и засахаренных дыни и апельсина, которые местные кондитеры стали делать ещё в XVII веке.

## Спорт
Экс-ан-Прованс известен своей командой по американскому футболу Аргонавты (самый титулованный клуб Франции), и командой по женскому баскетболу Регион Экс Баскет 13 (фр. Pays d’Aix Basket 13) (бывшие чемпионы Европы). Имеются также клубы высокого уровня по волейболу, гандболу, фехтованию, бадминтону, сквошу (вице-чемпион мира из Экса).
Футбольная команда города участвовала в высшем дивизионе чемпионата Франции единственный раз в сезоне 1967/68.

## Города-побратимы
- Израиль: Ашкелон (с 1995 года)
- Великобритания: Бат (с 1977)
- США: Батон-Руж
- Армения: Дилижан
- Испания: Гранада (с 1978)
- Тунис: Карфаген (1993)
- Португалия Коимбра (с 1982)
- США: Корал-Гейблс (Майами) (с 1996)
- Макао: Макао (КНР)
- Италия: Перуджа (с 1970)
- Германия: Тюбинген (с 1960)
- Марокко: Уджда (с 1997)
- США: Филадельфия (с 1998)

## Галерея

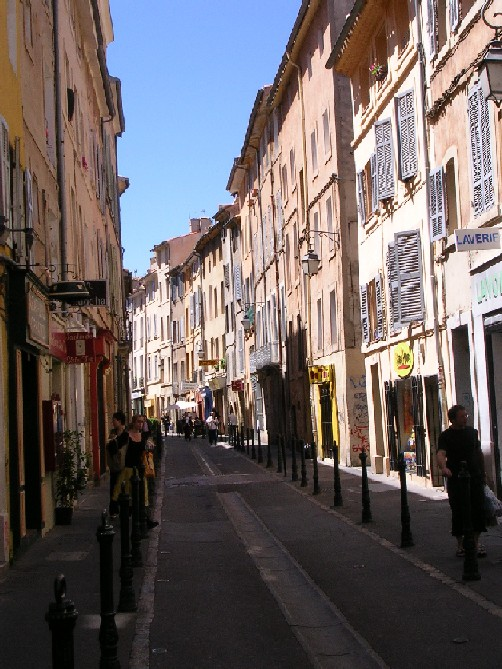
Типичная улочка в Экс-ан-Провансе
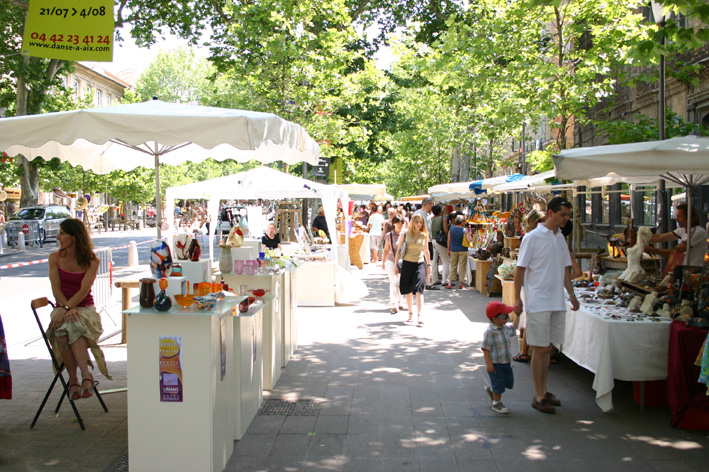
Уличный рынок
Церковь Сен-Жан-де-Мальт
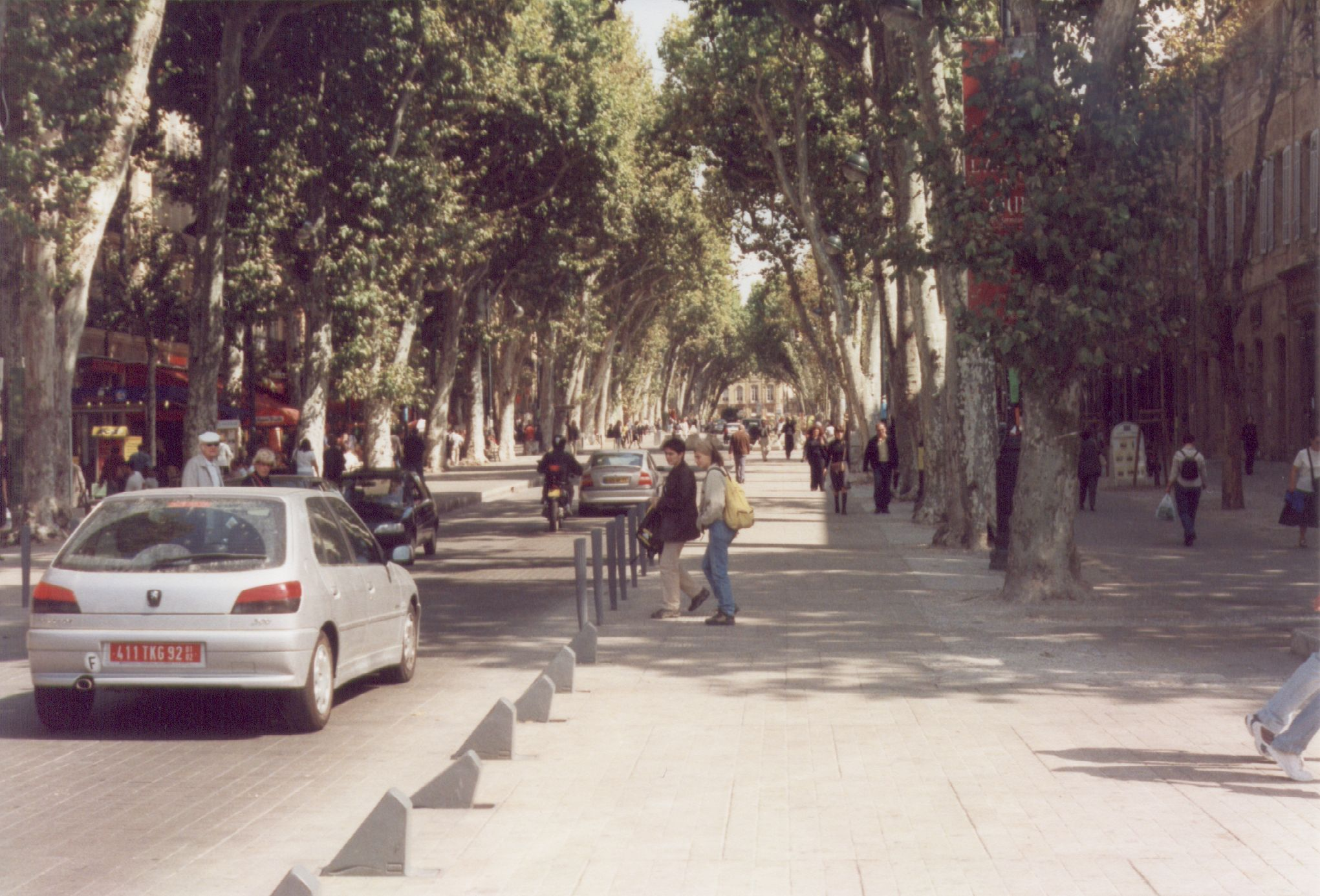
Бульвар Мирабо
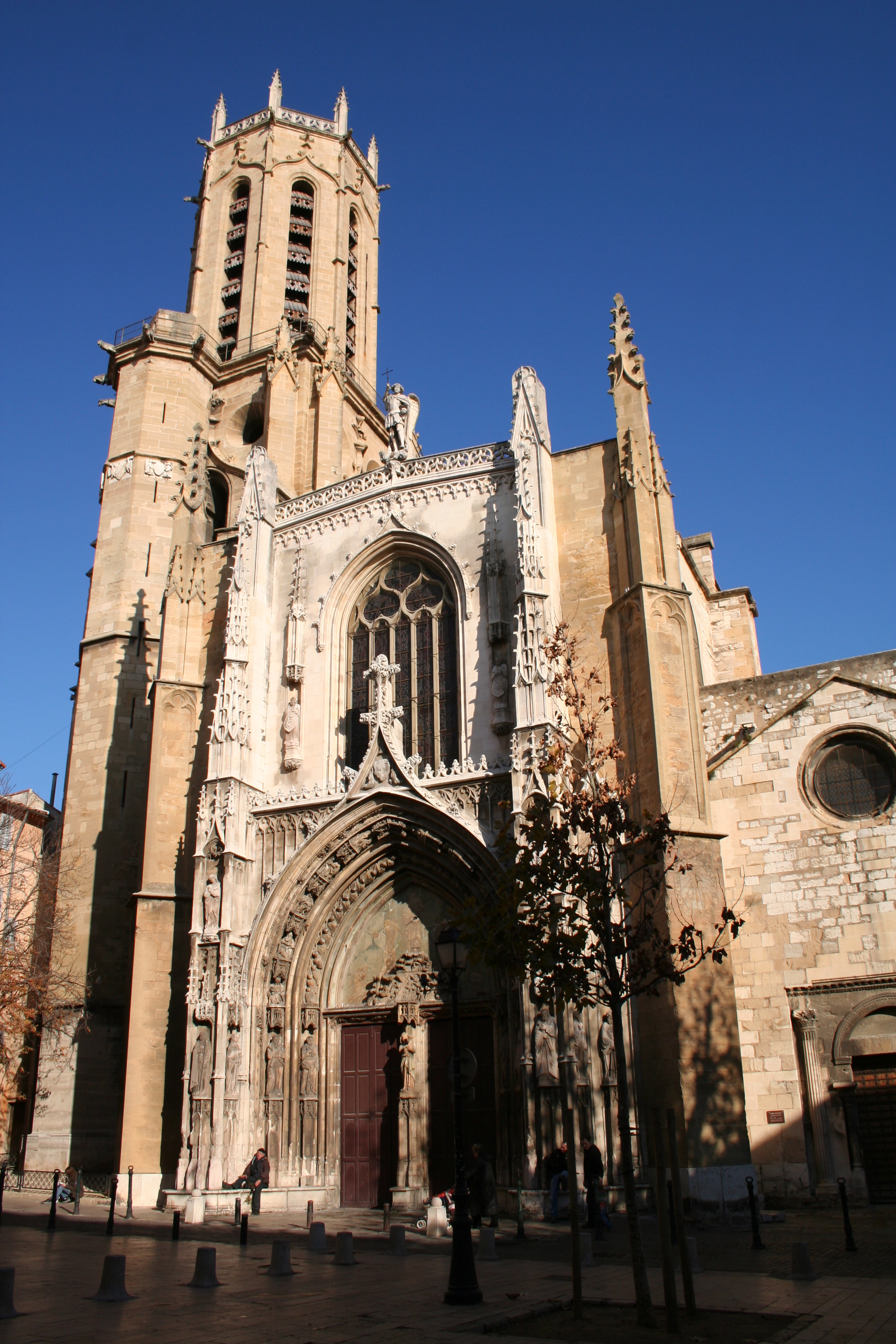
Собор Святого Спасителя
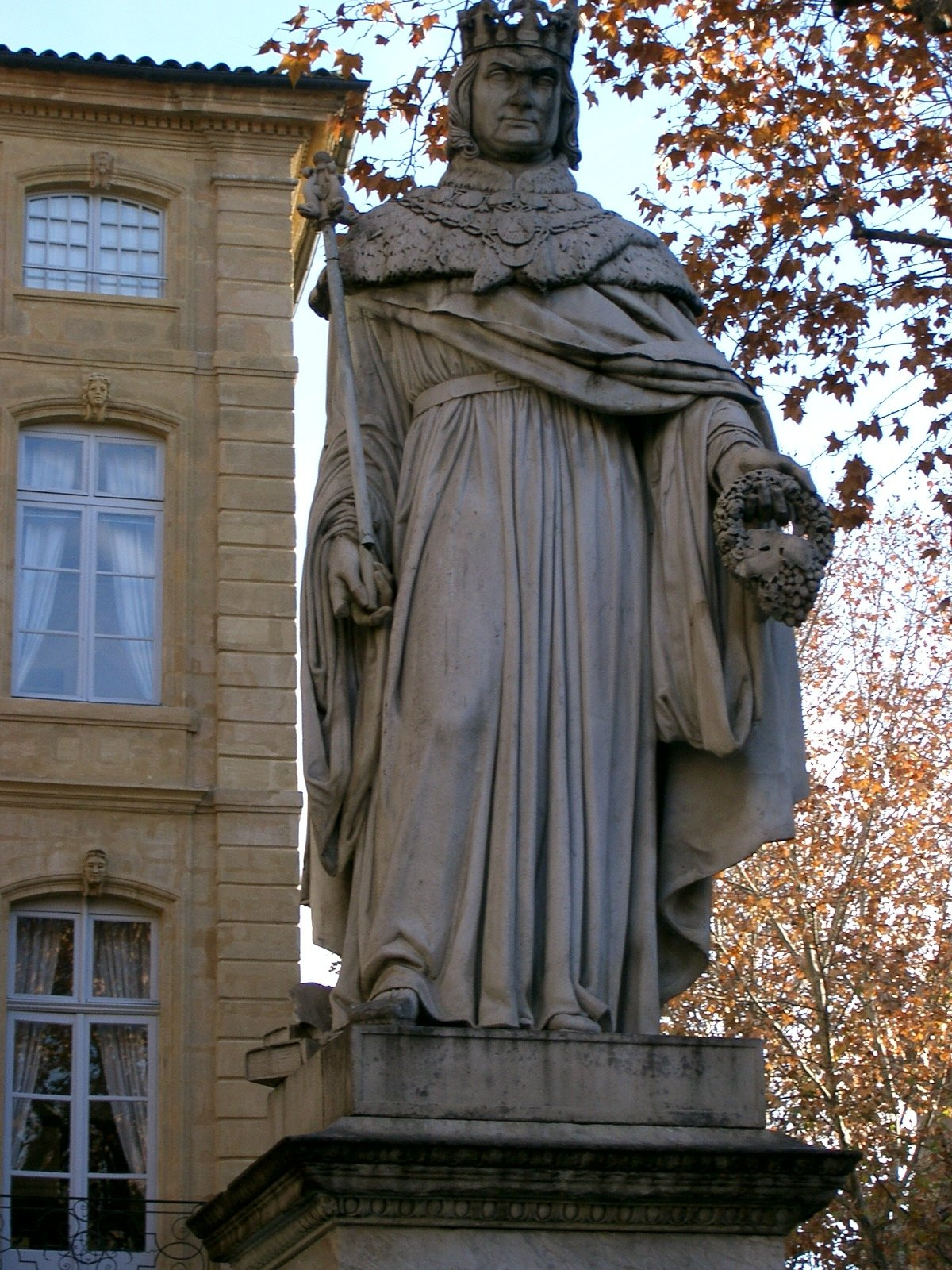
Добрый король Рене
Площадь д’Альберта
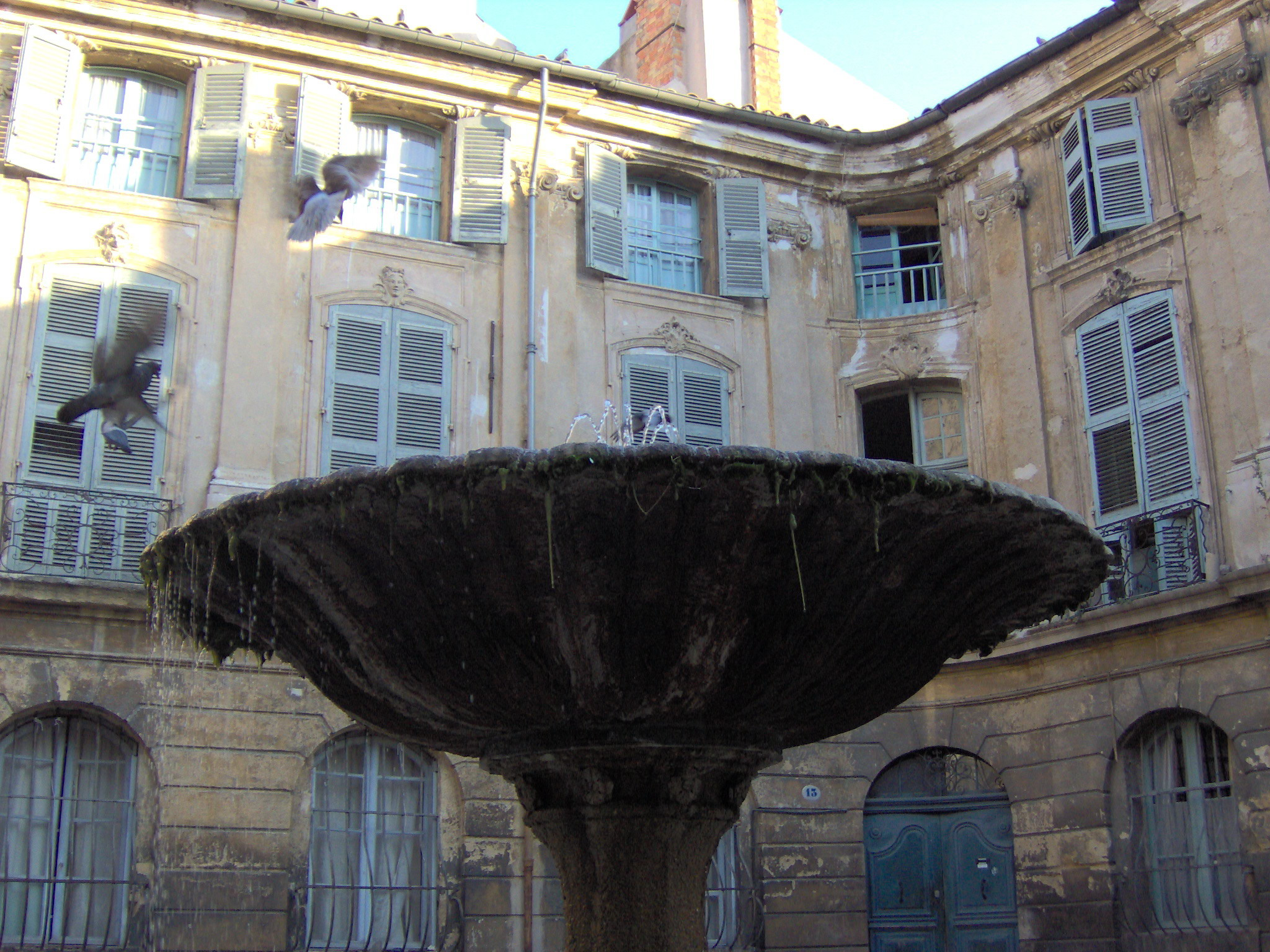
Фонтан на Площади д’Альберта
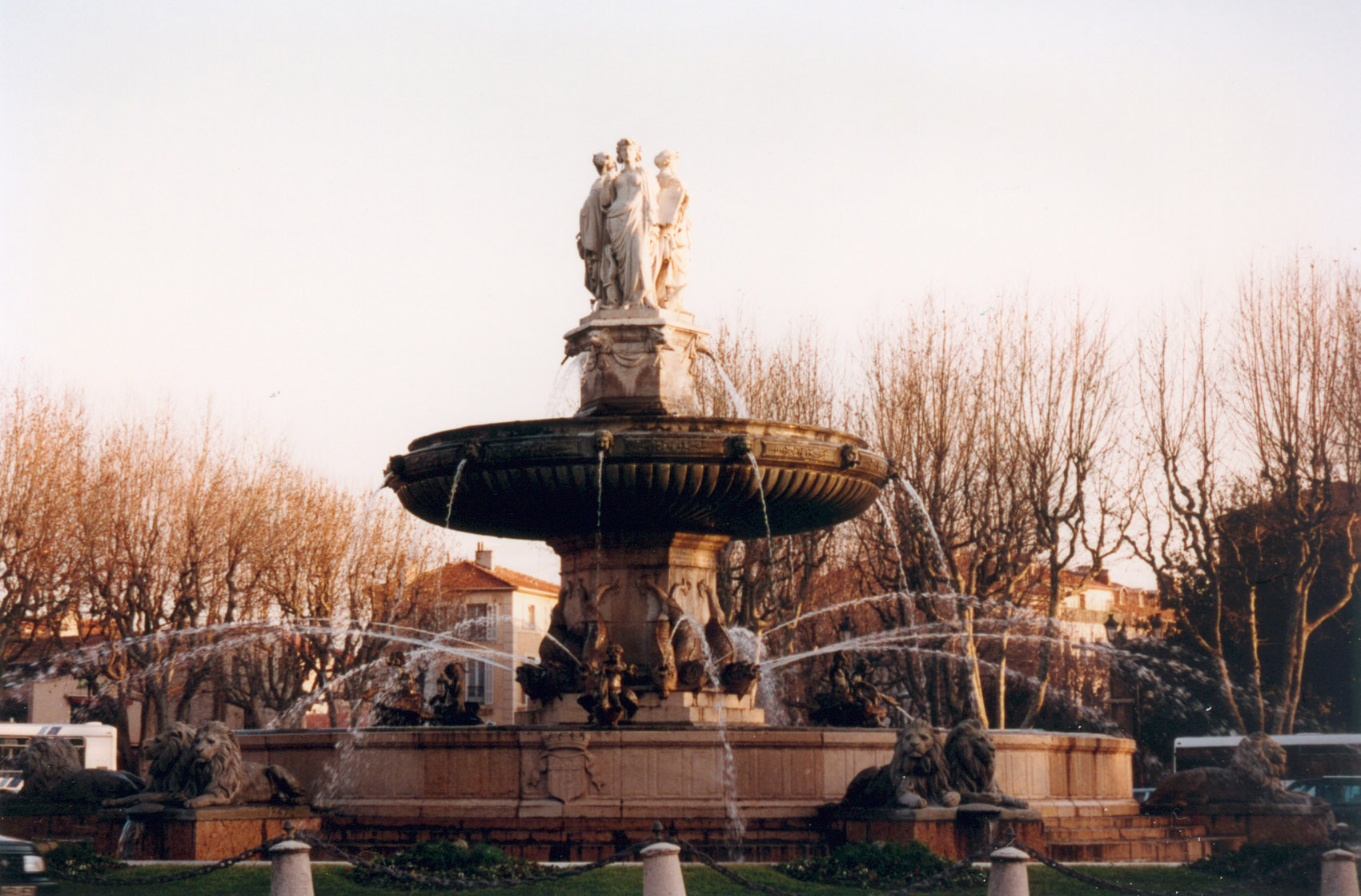
Фонтан Ротонда